# Comahuesaurus
Comahuesaurus (însemnând „șopârla Comahue”) este un gen de dinozaur sauropod din familia Rebbachisauridae. A fost găsit în Formația Lohan Cura, în Argentina, și a trăit în perioada Cretacicului timpuriu, de la Aptian⁠(d) la Albian⁠(d). Specia tip este C. windhauseni, numită de Carballido și colegii în 2012. Inițial, fusese atribuit lui Limaysaurus de către Salgado et al. (2004), dar a fost ulterior atribuit propriului său gen pe baza prezenței caracterelor diagnostice în centra caudală, pubis și ischion.
Comahuesaurus este cunoscut dintr-un material fosil abundent comparativ cu alți rebbachisaurizi; acesta include 37 de vertebre caudale, trei vertebre dorsale fragmentare și multiple elemente apendiculare, inclusiv un humerus drept, pubis, ischion și un femur stâng lung de 113 cm. 
În analiza lor filogenetică, Carballido et al. (2012) au plasat Comahuesaurus într-o poziție intermediară între rebbachisaurizii bazali, cum ar fi Histriasaurus⁠(d) și clada derivată formată din subfamiliile Rebbachisaurinae și Limaysaurinae.
Comahuesaurus împărtășește cu rebbachisaurizii mai derivați un sistem hiposfenoid-hipantrum redus, dar nu a pierdut complet această structură; această schimbare ar urma să aibă loc într-un moment ulterior în evoluția cladei, deoarece până acum este cunoscut că este complet absentă doar în limaisaurini.